# Liste der lettischen Botschafter beim Heiligen Stuhl
Die Liste der lettischen Botschafter beim Heiligen Stuhl bietet einen Überblick über die Leiter der diplomatischen Vertretung Lettlands beim Völkerrechtssubjekt des Heiligen Stuhls seit Aufnahme diplomatischer Beziehungen.
| Amtszeit  | Name             | Anmerkung                        |
| --------- | ---------------- | -------------------------------- |
| 1927–1940 | Germano Albat    | Gesandter                        |
| 1940–1993 |                  | keine diplomatischen Beziehungen |
| 1993–1998 | Aija Odina       | Botschafterin                    |
| 1998–2002 | Atis Sjanïts     | Botschafter                      |
| 2002–2003 | Dace Rutka       | Geschäftsträgerin                |
| 2003–2009 | Alberts Sarkanis | Botschafter                      |
| 2009–2015 | Einars Semanis   | Botschafter                      |
| 2015–2019 | Veronika Erte    | Botschafterin                    |
| 2019–     | Elita Kuzma      | Botschafterin                    |

## Weblink
- Martin Wolters: Das beim Hl. Stuhl akkreditierte Diplomatische Korps In: Die Apostolische Nachfolge